# Venilale (Verwaltungsamt)
| \| \| |
|       |

|  |

Venilale (tetum Vinilale) ist ein osttimoresisches Verwaltungsamt (portugiesisch Posto Administrativo) in der Gemeinde Baucau. Verwaltungssitz ist Venilale im Suco Uatu Haco.

## Geographie

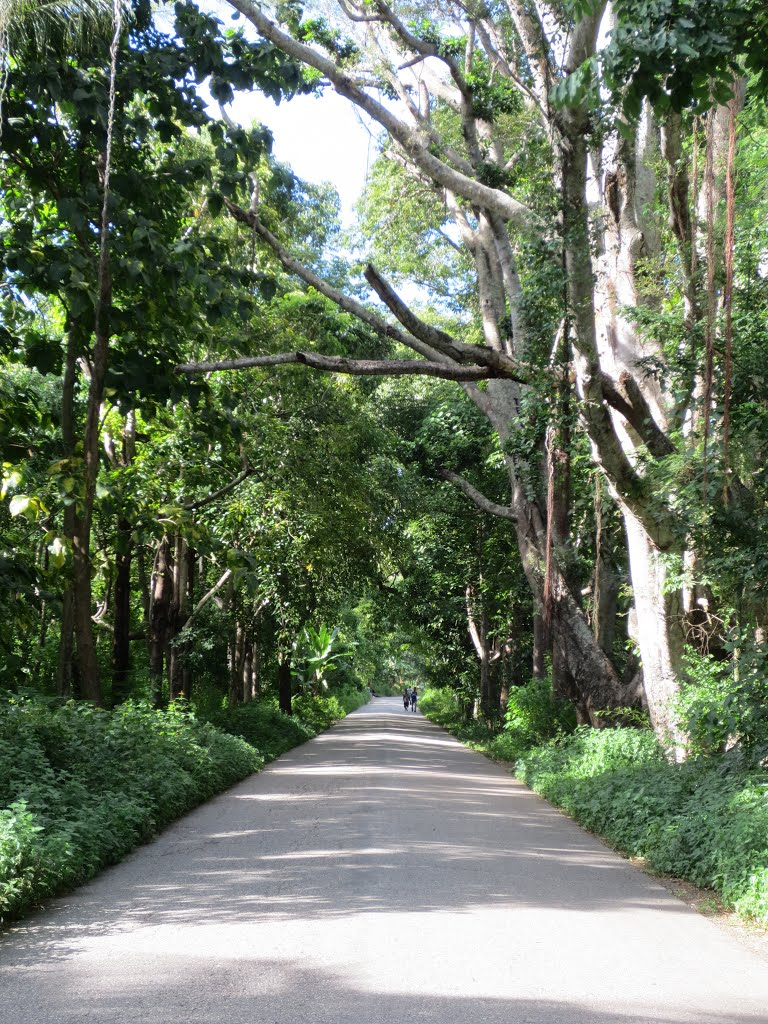
Straße südlich von Venilale im Suco Fatulia

Bis 2014 wurden die Verwaltungsämter noch als Subdistrikte bezeichnet. Vor der Gebietsreform 2015 hatte Hato-Udo eine Fläche von 151,37 km². Nun sind es 155,70 km².
Das Verwaltungsamt Venilale liegt im Süden der Gemeinde Baucau. Im Westen grenzt er an das Verwaltungsamt Vemasse, im Norden an Baucau, im Osten an Matebian und Süden an die Gemeinde Viqueque. Venilale gehört zur Important Bird Area Monte Mundo Perdido, mit einer Reihe seltener Vogelarten, aber auch anderer Tiere und seltener Orchideen. Im Suco Baha Mori gibt es einen See mit gleichen Namen. Bei Uaicana befinden sich die natürlichen heißen Quellen von Bee Manas. Im Suco Uai Oli hat sich ein Fluss durch Kalkstein gegraben und schuf so eine natürliche Brücke (Ponte Natureza), die als heiliger Ort gilt. Beim Weiler Aca Uatu (Suco Uai Oli) befindet sich der Wasserfall Uaimalimeli (Waimalemeli).
Venilale teilt sich in acht Sucos: Bado-Ho’o, Baha Mori (Bahamori), Fatulia, Uailaha, Uai Oli (Uai-Oli, Uaiolo), Uatu Haco (Uatu-Haco, Uataco), Uma Ana Ico (Uma-Anaico) und Uma Ana Ulo (Uma Analu).

Klimadaten
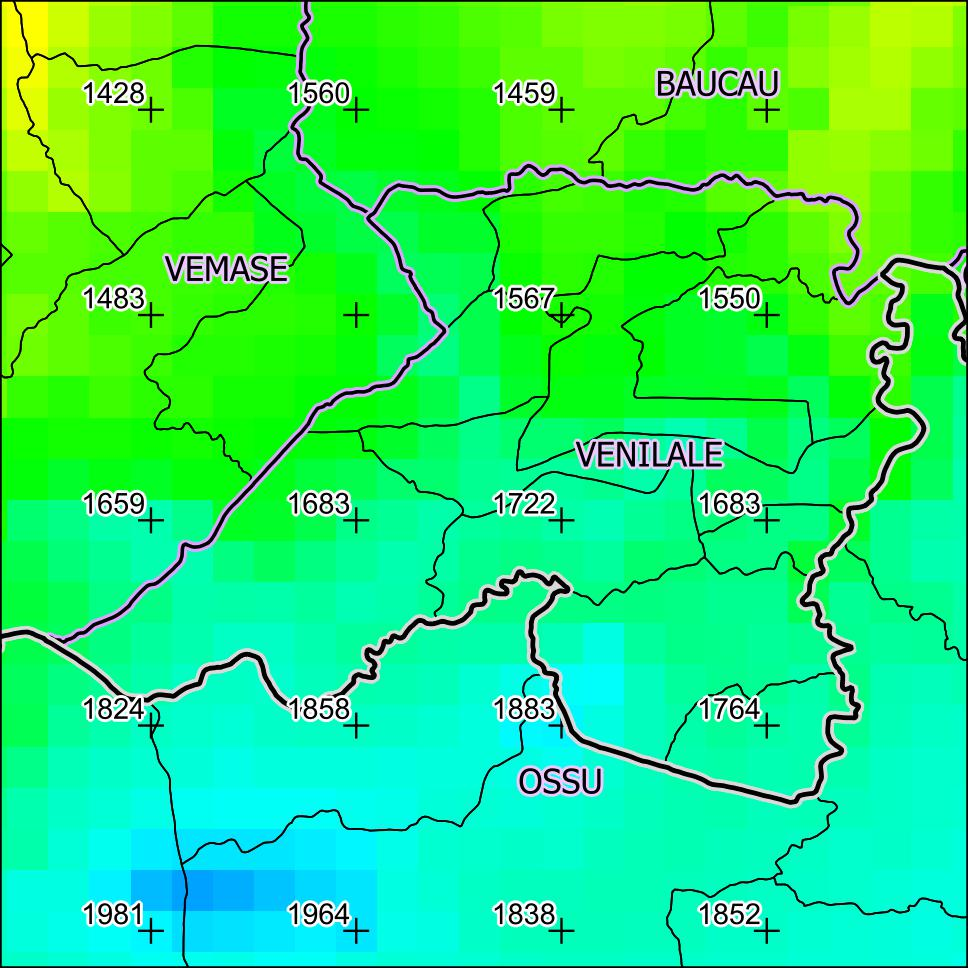
Jährliche Niederschlagsmenge (2000)
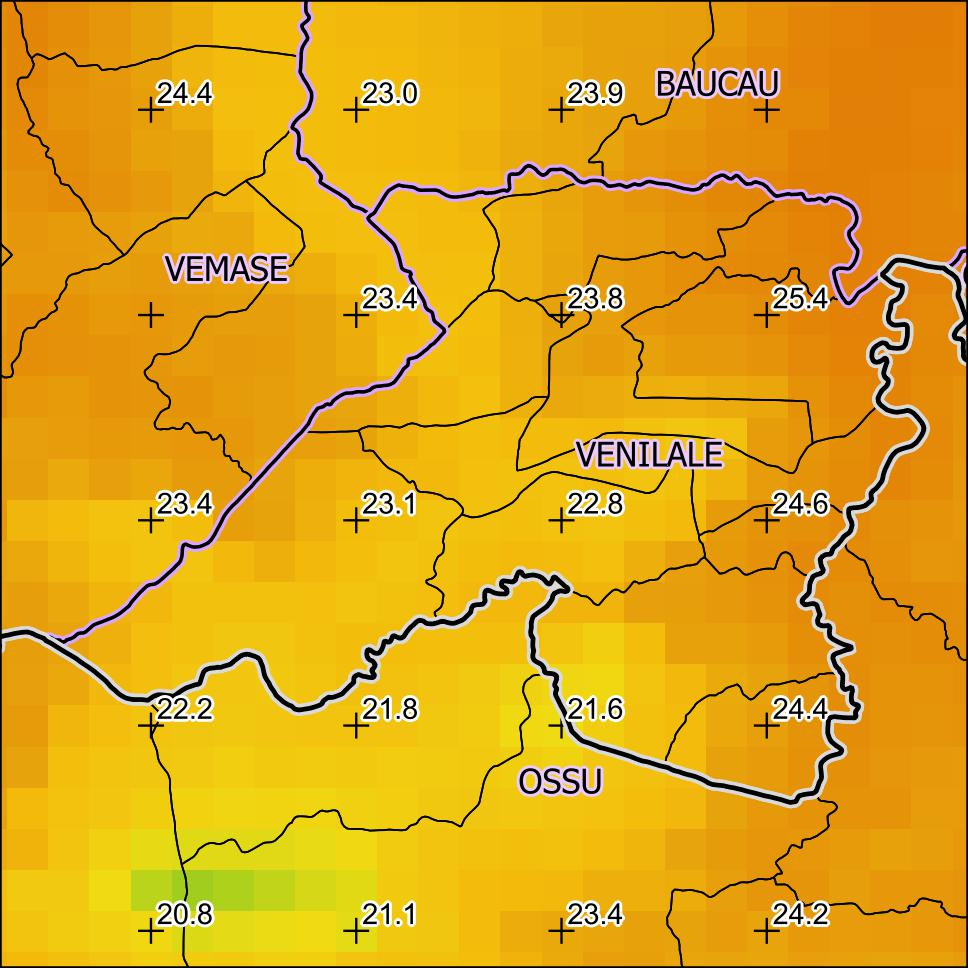
Jahresdurchschnitts-temperatur (2000)
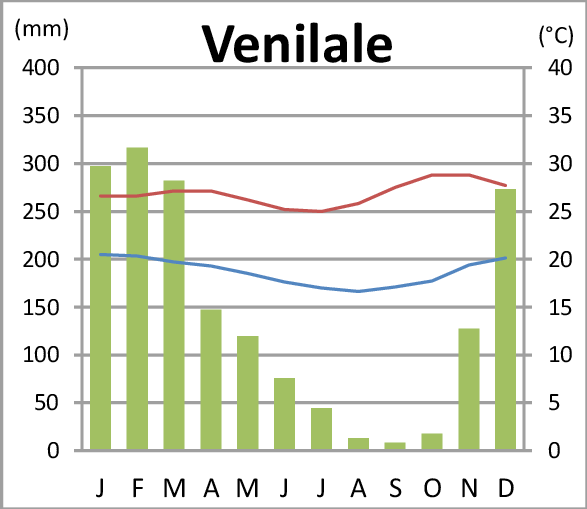
Klimadiagramm

## Einwohner
Im Verwaltungsamt leben 18.765 Menschen (2022), davon sind 9.495 Männer und 9.270 Frauen. Im Suco gibt es 700 Haushalte. Die größte Sprachgruppe bilden die Sprecher des Midiki, das zu den Kawaimina-Sprachen gehört. Weitere Alltagssprachen sind Tetum, Waimaha und Makassae. Der Altersdurchschnitt beträgt 18,2 Jahre (2010, 2004: 18,8 Jahre).

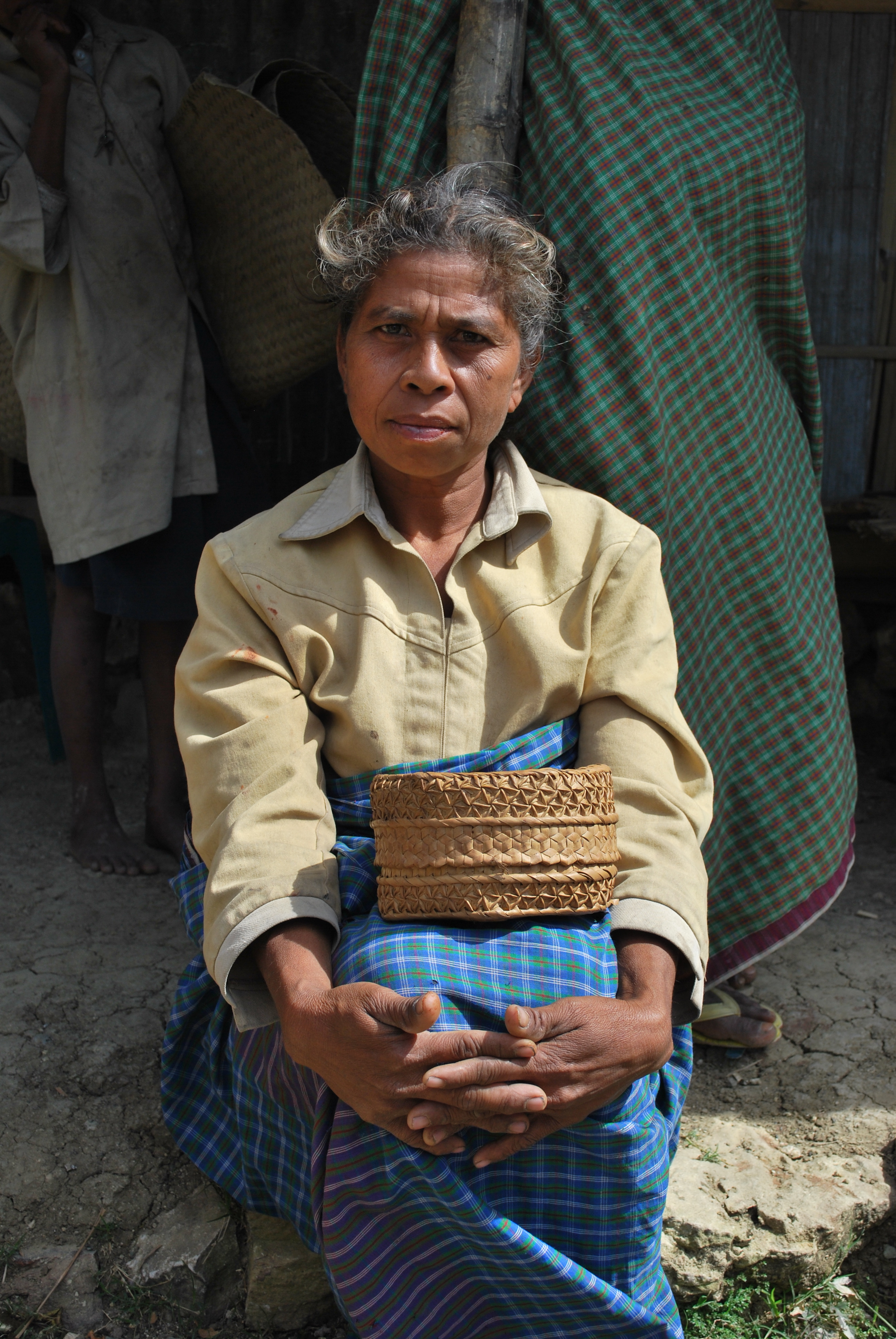
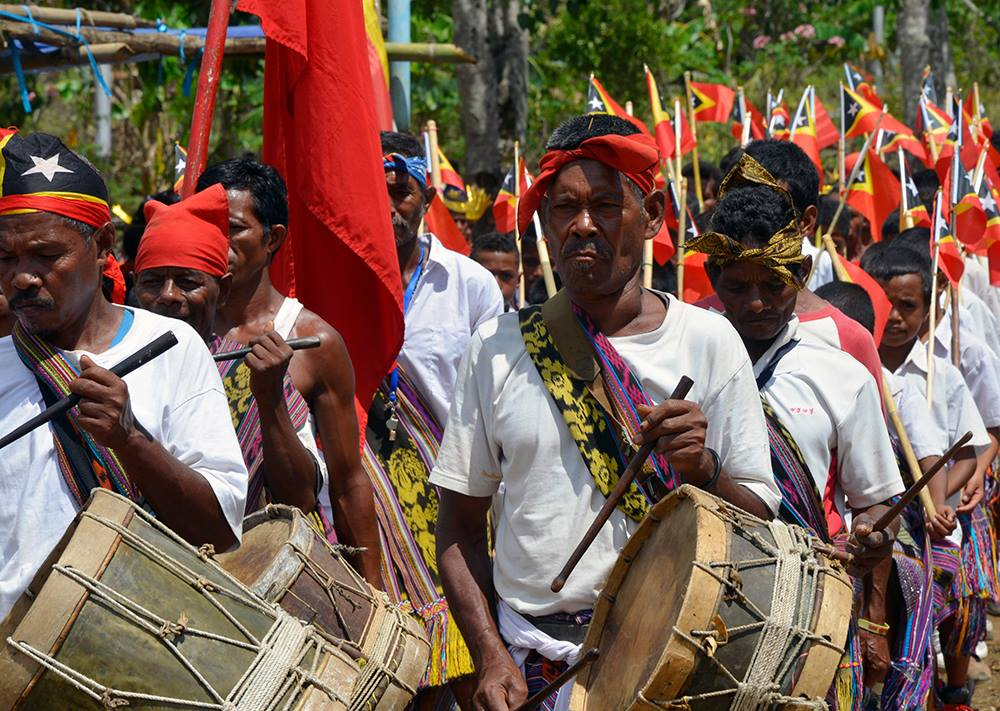
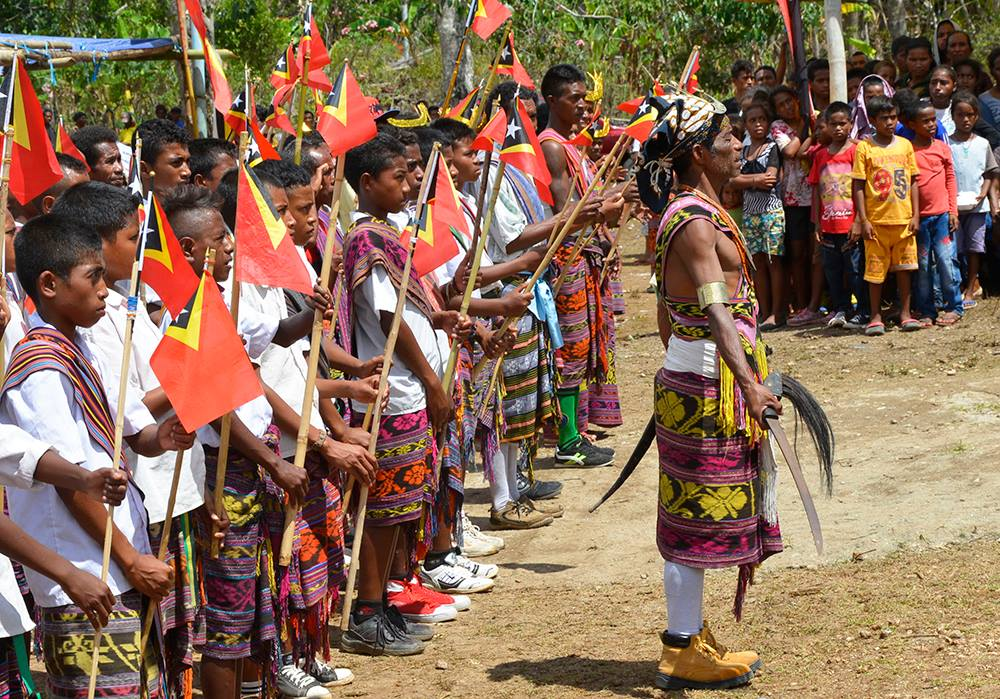
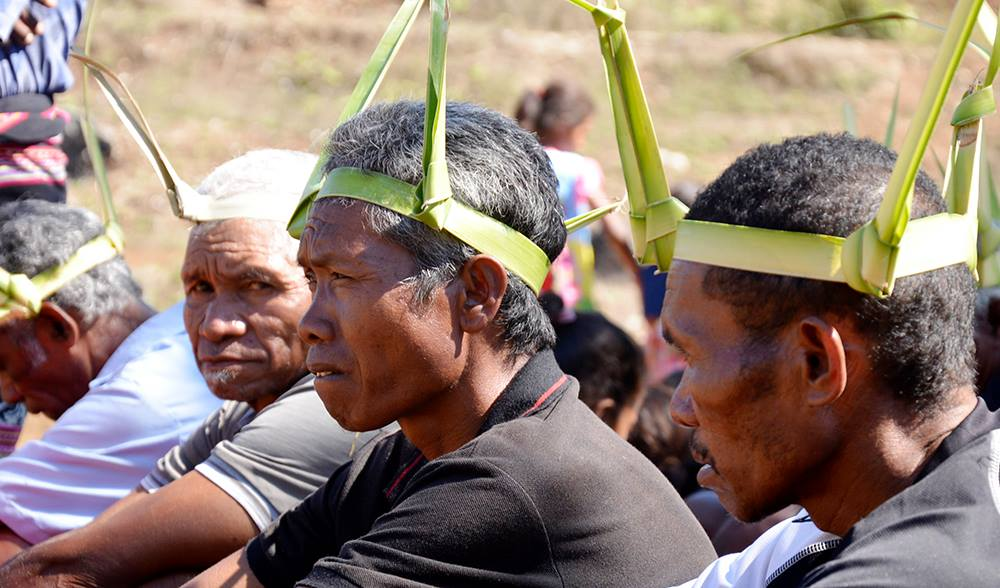

## Geschichte

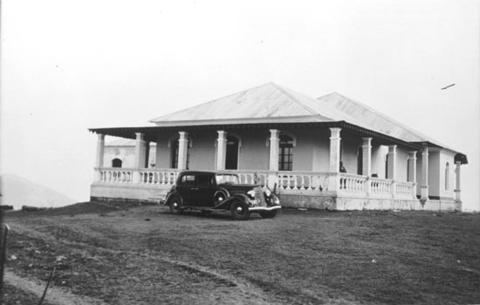
Verwaltungsposten von Venilale (ca. 1936–1940)

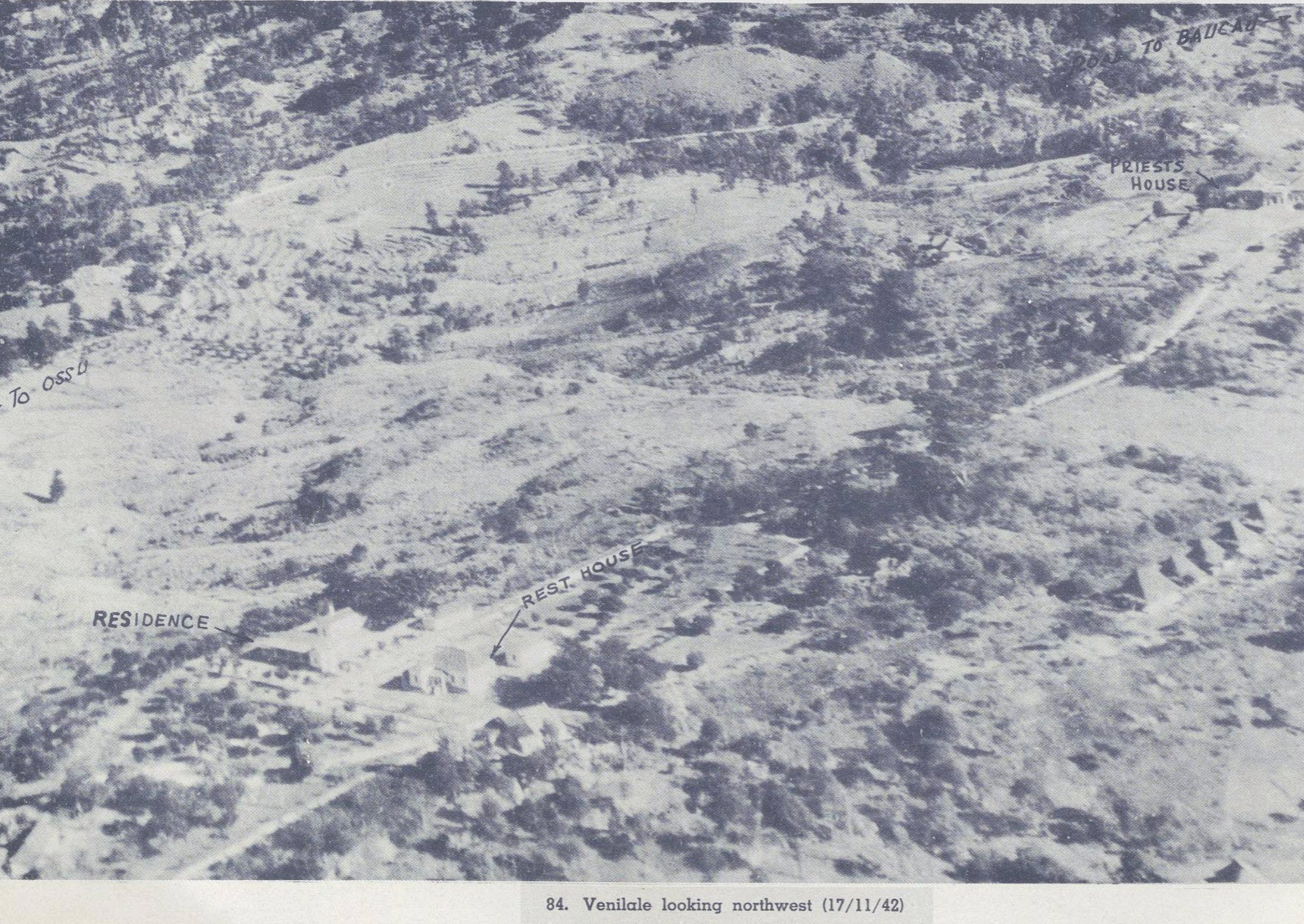
Blick auf Venilale (1942)

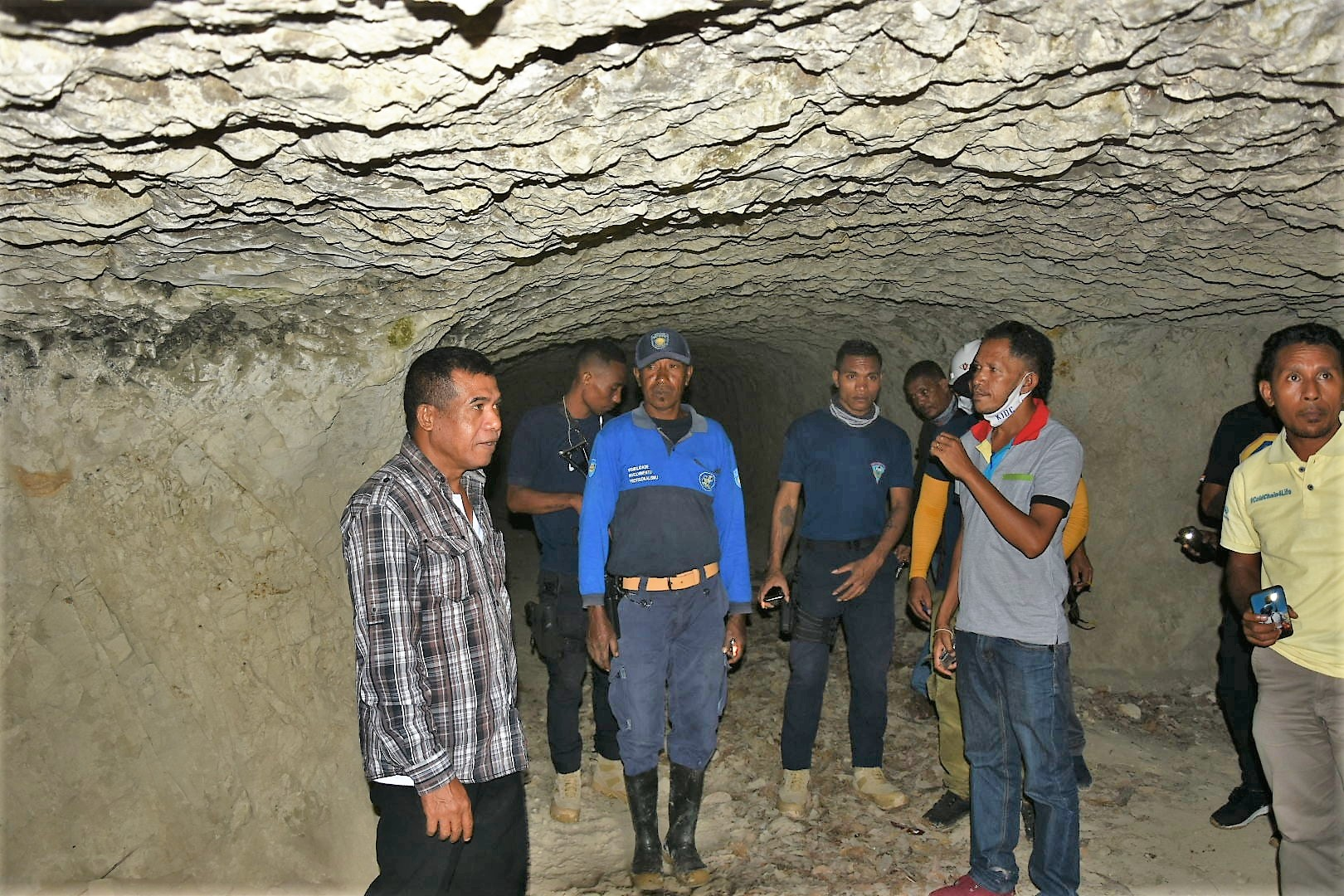
In den Sieben Höhlen

In den Höhlen von Uai Bobo fand man Besiedlungsspuren, die auf ein Alter von bis zu 13.420 ± 520 Jahren BP datiert wurden.
Venilale war früher eines der traditionellen Reiche Timors, die von einem Liurai regiert wurden. 1807 brach in Venilale eine Revolte aus, als der Liurai Cristóvão Guterres ungerechterweise verhaftet wurde. Erst in Goa wurde er von einem Gericht freigesprochen. Das Reich Bercoli (früher Fatumartó) war ein weiteres Reich im Gebiet des heutigen Verwaltungsamtes.
1888 unterstützten Venilale und Bercoly die Portugiesen beim Feldzug gegen Faturó und Sarau.
An der Straße nach Baucau erinnern Tunnel der Japaner in Kaibulori, die sogenannten Sieben Höhlen (Gua Tuju, Fatuk Kuak Hitu), an die Besetzung Timors während des Zweiten Weltkrieges. Hier lagerten die Japaner Munition und Ausrüstungsgegenstände. Am 15. November 1944 wurde der Ort von australischen Beaufighters bombardiert, die Japaner in den Häusern vermuteten.
1975 begann Indonesien mit der Besetzung von Osttimor. Im Dezember durchquerte das Bataillon 330 der indonesischen Armee Venilale auf dem Weg nach Viqueque. Danach nahmen lokale Führer der Widerstandsbewegung FRETILIN Anhänger der União Democrática Timorense UDT und der APODETI eigenmächtig fest, schlugen und töteten sie, weil diese Parteien mit den Indonesiern zusammenarbeiteten. Zwischen dem 1. und 12. Februar 1976 wurden insgesamt neun Hinrichtungen durch FRETILIN-Führer angeordnet. Sechs der Opfer gehörten zu einer Familie. Zwei der Kommandanten, denen man die Verantwortung für die Morde zuschrieb, Januario Ximenes und Julio da Silva, wurden später von FRETILIN-Kämpfern, die Angehörige der Opfer waren, ermordet.
Im Westen der Stadt Venilale gab es Ende 1979 ein indonesisches Lager für Osttimoresen, die zur besseren Kontrolle von den Besatzern umgesiedelt werden sollten.
Nach der Bekanntgabe der Ergebnisse der Parlamentswahlen in Osttimor 2007 kam es in den Sucos Bado-Ho'o, Fatulia, Uailaha und Uatu Haco zu Unruhen. Etwa 1000 Personen mussten in die Berge fliehen. 50 Häuser wurden niedergebrannt.
Am 30. Dezember 2021 verursachte ein Erdbeben der Stärke 7,4 auf der Richterskala, mit Epizentrum nah der etwa 175 Kilometer entfernten Insel Maopora, Erdrutsche in den Aldeias Caubai (Suco Uailaha) und Uma Ana Ico (Suco Bado-Ho’o). In Uailaha entstand eine zehn Kilometer lange Erdspalte in den Reisfeldern. Sieben Familien mussten zeitweise in Notunterkünfte umziehen, da ihre Häuser beschädigt wurden. Daneben wurden auch Strommasten beschädigt.

## Politik

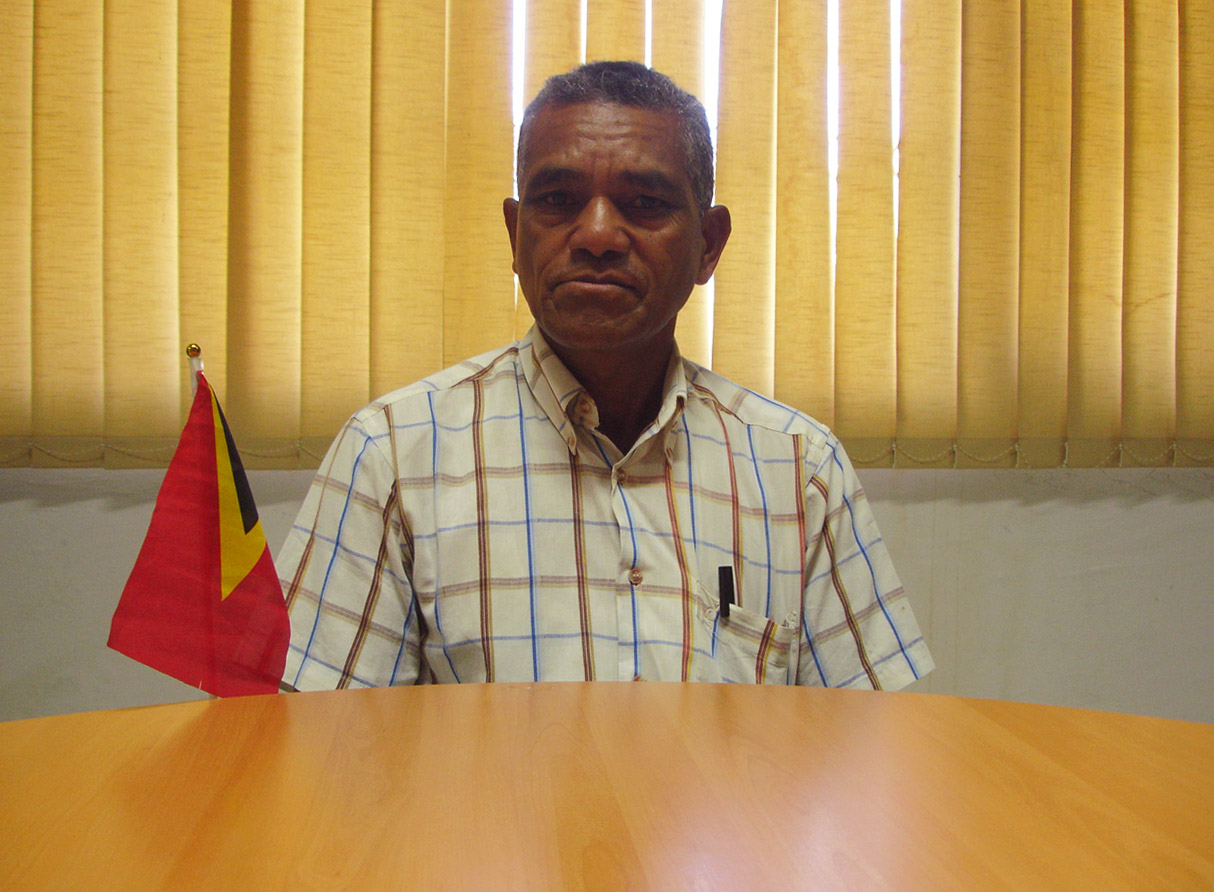
Administrator Júlio Tomás da Silva (2013)

Der Administrator des Verwaltungsamts wird von der Zentralregierung in Dili ernannt. Von 2001 bis 2007 war dies Regina de Sousa, 2015 Júlio Tomás da Silva und von 2016 bis 2021 Carlos Alberto Guterres. Ihn löste Miguel Mendes Manso Guterres ab.

## Wirtschaft  und Infrastruktur

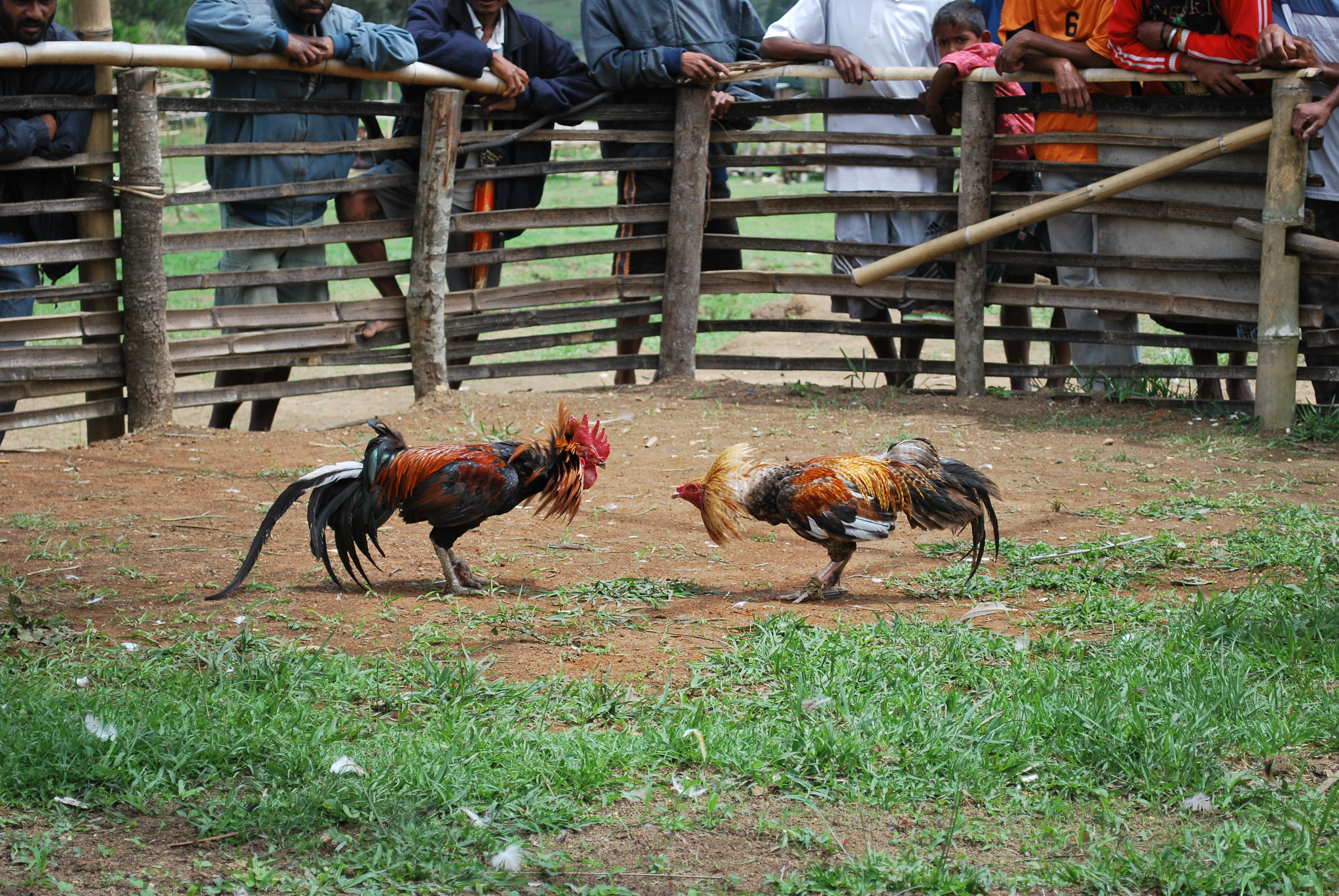
Hahnenkampf in Venilale

80 % der Haushalte bauen Kokosnüsse an, 82 % Reis, 80 % Maniok, 80 % Mais, 30 % Kaffee und 76 % Gemüse. In den Dörfern Venilale und Bercoli befinden sich Märkte, die an unterschiedlichen Tagen abgehalten werden. Alle Sucos von Venilale sind an das Stromnetz angeschlossen.

## Persönlichkeiten
- Mário Viegas Carrascalão (1937–2017), Politiker
- Jaime Camacho Amaral (1950–1975), Freiheitskämpfer aus Baha Mori
- Aurélio Sérgio Cristóvão Guterres (* 1966), Hochschullehrer und Politiker
- Valentim Ximenes (* 1966), Hochschullehrer und Politiker
- Virgílio do Carmo da Silva (* 1967), Bischof von Dili
- Regina de Sousa (* 1971), Verwaltungsbeamtin
- António Ximenes da Costa, Politiker